# Cantonul Narbonne-Est
Cantonul Narbonne-Est este un canton din arondismentul Narbonne, departamentul Aude, regiunea Languedoc-Roussillon, Franța.